# Circuito Turístico das Pedras Preciosas

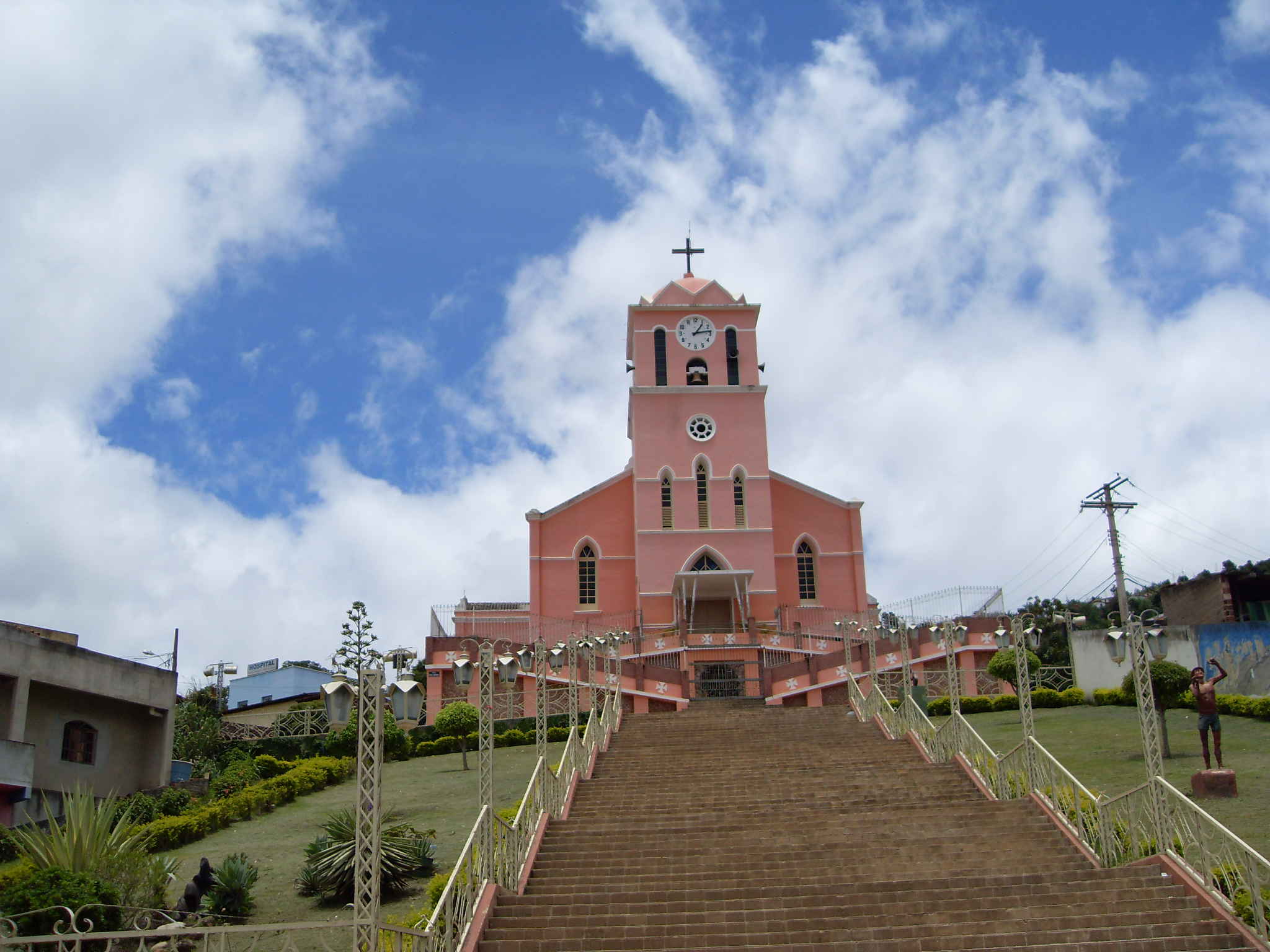
Igreja matriz de Padre Paraíso.

Pedras Preciosas é um circuito turístico do estado brasileiro de Minas Gerais.

## Localização
Localizado na confluência dos vales do Jequitinhonha, Mucuri e Rio Doce - o circuito é constituído por 29 municípios: Água Boa, Angelândia, Ataléia, Campanário, Capelinha, Carlos Chagas, Catuji, Francisco Badaró, Franciscópolis, Frei Gaspar, Itaipé, Itamarandiba, Itambacuri, Itaobim, Jenipapo de Minas, Ladainha, Machacalis, Malacacheta, Minas Novas, Nanuque, Novo Cruzeiro, Novo Oriente de Minas, Ouro Verde de Minas, Padre Paraíso, Pavão, Poté, Serra dos Aimorés, Setubinha e Teófilo Otoni.

## Acesso

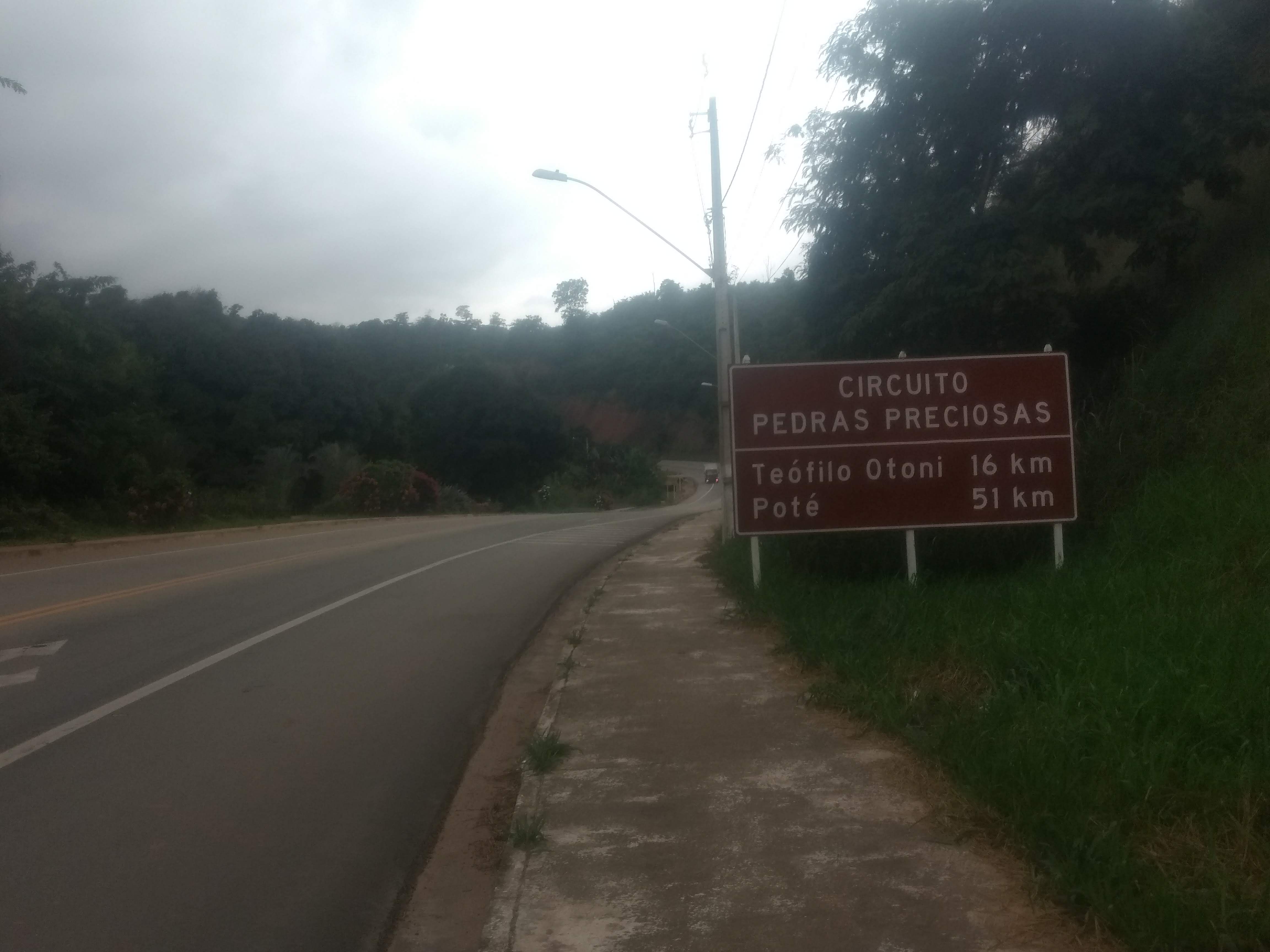
Trecho da BR-116 em Teófilo Otoni.

As principais rodovias que integram os municípios do circuito são as federais BR-116, BR-120, BR-342, BR-418 e BR-451 e as estaduais MG-117, MG-211, MG-217, MG-308 e LMG-719. Há ainda dois aeroportos, um em Teófilo Otoni e outro em Nanuque.